# 右肩之蝶
右肩之蝶（日語：右肩の蝶）是2009年2月11日由上載於NICONICO動畫的原創歌曲，由作詞作曲、秋赤音繪圖，2009年2月11日上載鏡音鈴演唱版，截至2013年1月25日有超過189萬人觀看，收錄於商業CD《Vocaloanthems》中；2009年5月3日上載鏡音連演唱版，截至2013年1月25日有超過187萬人觀看，收錄於商業CD《Vocalogenesis》中。

## 外部連結
- 鏡音鈴演唱版：
- 鏡音連演唱版：